# Konoesj
Konoesj (Bulgaars: Конуш, Konush) is een dorp in Bulgarije. Het dorp is gelegen in de gemeente Asenovgrad, oblast Plovdiv. Het dorp ligt hemelsbreed ongeveer 23 km ten zuidoosten van Plovdiv en 155 km ten zuidoosten van de hoofdstad Sofia. 

## Bevolking
Op 31 december 2020 telde het dorp Konoesj 632 inwoners, een daling ten opzichte van het maximum van 2.212 inwoners in 1946.
|  |

De meeste inwoners waren in 2011 etnische Bulgaren (717 van de 720 ondervraagden).
| Etnische samenstelling van de respondenten (2011) | Etnische samenstelling van de respondenten (2011) | Etnische samenstelling van de respondenten (2011) | Etnische samenstelling van de respondenten (2011) | Etnische samenstelling van de respondenten (2011) |
| ------------------------------------------------- | ------------------------------------------------- | ------------------------------------------------- | ------------------------------------------------- | ------------------------------------------------- |
|                                                   |                                                   |                                                   |                                                   |                                                   |
| Bulgaren                                          | Bulgaren                                          |                                                   | 99,6%                                             | 99,6%                                             |
| Turken                                            | Turken                                            |                                                   | 0,0%                                              | 0,0%                                              |
| Roma                                              | Roma                                              |                                                   | 0,0%                                              | 0,0%                                              |
| Anders/onbekend                                   | Anders/onbekend                                   |                                                   | 0,4%                                              | 0,4%                                              |

Asenovgrad · Batsjkovo · Bor · Bojantsi · Gornoslav · Dobrostan · Dolnoslav · Izbeglii · Izvorovo · Konoesj · Kosovo · Kozanovo · Lenovo · Ljaskovo · Mostovo · Moeldava · Naretsjenski Bani · Novakovo · Novi Izvor · Oresjets · Patriarch Evtimovo · Sini Vrach · Stoevo · Topolovo · Tri Mogoli · Oezoenovo · Tsjerven · Vrata · Zjalt Kamak · Zlatovrach